# Liste der Senatoren der Vereinigten Staaten aus Nevada
Die Liste der Senatoren der Vereinigten Staaten aus Nevada zeigt alle Personen auf, die jemals für diesen Bundesstaat dem Senat angehört haben, nach den Senatsklassen sortiert. Dabei zeigt eine Klasse, wann dieser Senator wiedergewählt wird. Die Wahlen der Senatoren der class 1 fanden im Jahr 2024 statt; die Senatoren der class 3 wurden zuletzt im November 2022 gewählt.

## Klasse 1

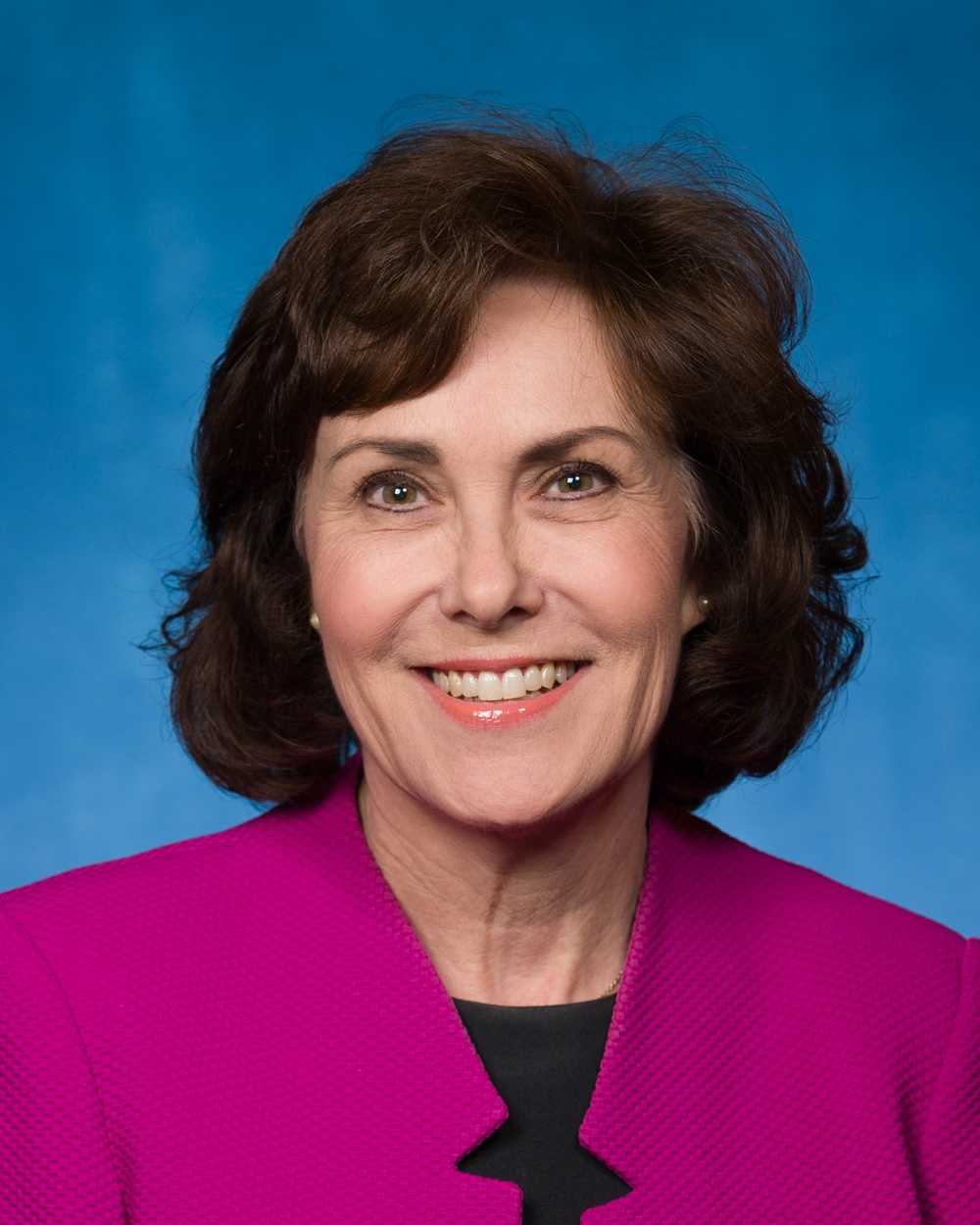
Jacky Rosen

Nevada, seit dem 31. Oktober 1864 US-Bundesstaat, hatte bis heute 17 Senatoren der class 1 im Kongress; einer von ihnen, William M. Stewart, absolvierte zwei nicht unmittelbar aufeinander folgende Amtszeiten.
| Name                     | Amtszeit  | Partei       | Lebensdaten                            |
| ------------------------ | --------- | ------------ | -------------------------------------- |
| William Morris Stewart   | 1864–1875 | Republikaner | 9. August 1827 – 23. April 1909        |
| William Sharon           | 1875–1881 | Republikaner | 9. Januar 1821 – 13. November 1885     |
| James Graham Fair        | 1881–1887 | Demokrat     | 3. Dezember 1831 – 28. Dezember 1894   |
| William Morris Stewart   | 1887–1905 | Republikaner | 9. August 1827 – 23. April 1909        |
| George Stuart Nixon      | 1905–1912 | Republikaner | 2. April 1860 – 5. Juni 1912           |
| William Alexander Massey | 1912–1913 | Republikaner | 7. Oktober 1856 – 5. März 1914         |
| Key Pittman              | 1913–1940 | Demokrat     | 19. September 1872 – 10. November 1940 |
| Berkeley Lloyd Bunker    | 1940–1942 | Demokrat     | 12. August 1906 – 21. Januar 1999      |
| James Graves Scrugham    | 1942–1945 | Demokrat     | 19. Januar 1880 – 23. Juni 1945        |
| Edward Peter Carville    | 1945–1947 | Demokrat     | 14. Mai 1885 – 27. Juni 1956           |
| George Wilson Malone     | 1947–1959 | Republikaner | 7. August 1890 – 19. Mai 1961          |
| Howard Walter Cannon     | 1959–1983 | Demokrat     | 26. Januar 1912 – 5. März 2002         |
| Mayer Jacob Hecht        | 1983–1989 | Republikaner | 30. November 1928 – 15. Mai 2006       |
| Richard Hudson Bryan     | 1989–2001 | Demokrat     | * 16. Juli 1937                        |
| John Eric Ensign         | 2001–2011 | Republikaner | * 25. März 1958                        |
| Dean Arthur Heller       | 2011–2019 | Republikaner | * 10. Mai 1960                         |
| Jacklyn Sheryl Rosen     | seit 2019 | Demokrat     | * 2. August 1957                       |

## Klasse 3

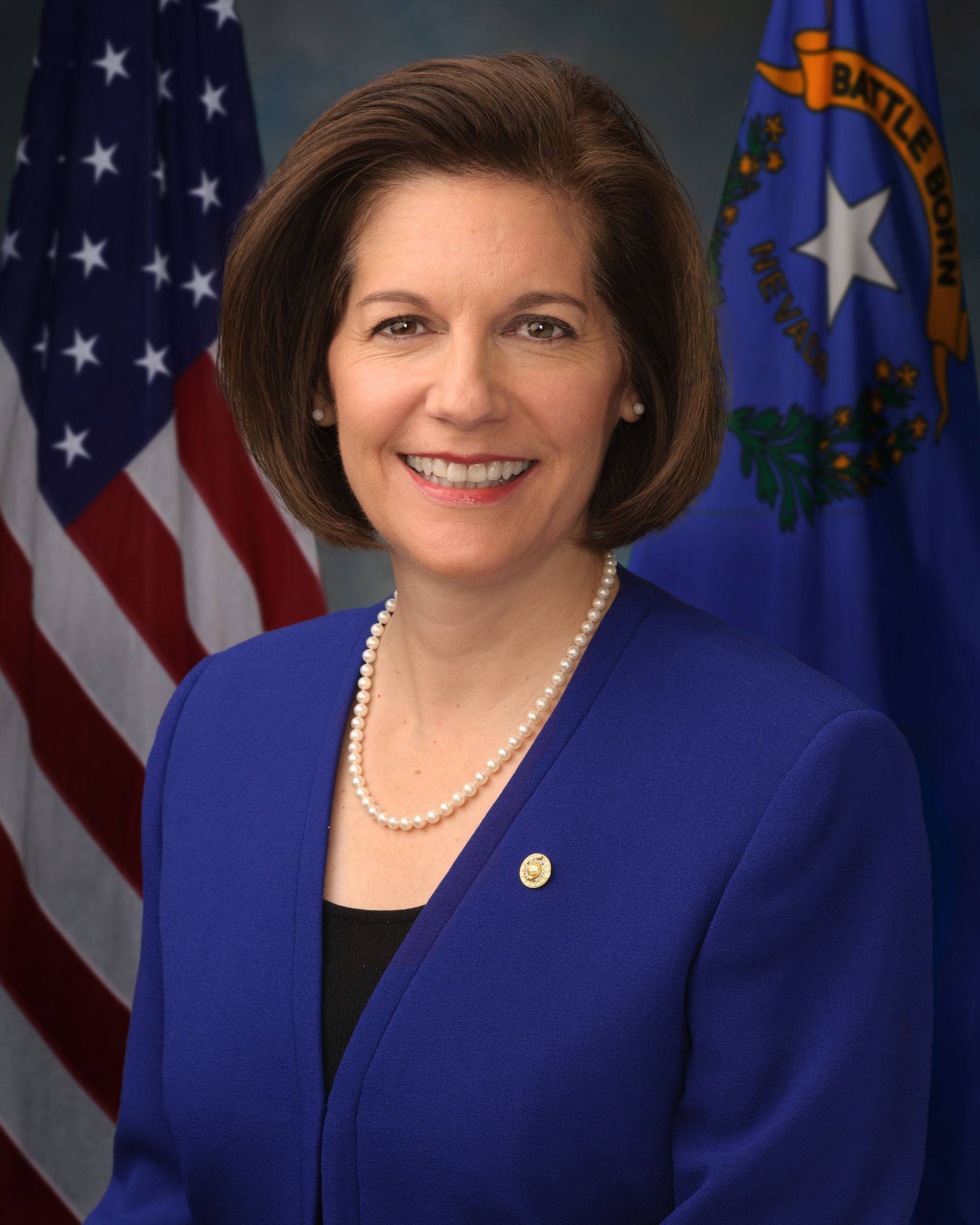
Catherine Cortez Masto

Nevada stellte bis heute elf Senatoren der class 3.
| Name                      | Amtszeit  | Partei       | Lebensdaten                            |
| ------------------------- | --------- | ------------ | -------------------------------------- |
| James Warren Nye          | 1864–1873 | Republikaner | 10. Juni 1815 – 25. Dezember 1876      |
| John Percival Jones       | 1873–1903 | Republikaner | 27. Januar 1829 – 12. November 1912    |
| Francis Griffith Newlands | 1903–1917 | Demokrat     | 28. August 1846 – 24. Dezember 1917    |
| Charles Belknap Henderson | 1918–1921 | Demokrat     | 8. Juni 1873 – 8. November 1954        |
| Tasker Lowndes Oddie      | 1921–1933 | Republikaner | 20. Oktober 1870 – 17. Februar 1950    |
| Patrick Anthony McCarran  | 1933–1954 | Demokrat     | 8. August 1876 – 28. September 1954    |
| Ernest S. Brown           | 1954      | Republikaner | 25. September 1903 – 23. Juli 1965     |
| Alan Harvey Bible         | 1954–1974 | Demokrat     | 20. November 1909 – 12. September 1998 |
| Paul Dominique Laxalt     | 1974–1987 | Republikaner | 2. August 1922 – 6. August 2018        |
| Harry Mason Reid          | 1987–2017 | Demokrat     | 2. Dezember 1939 – 28. Dezember 2021   |
| Catherine Cortez Masto    | seit 2017 | Demokrat     | * 29. März 1964                        |